# Bassraiders
Bassraiders (także Trackraiders) był niemieckim duetem DJ-ów, którego członkami byli DJ at work Schuby (Frank Schubach) i DJ Gollum (Lars Böge). Najbardziej znany był z singla Raveolution, który stał się hitem w Niemczech i niektórych krajach europejskich.

## Historia
W 2001 roku Frank Schubach otrzymał kontrakt z Hamburską wytwórnią Kontor Records. Lars Böge również współpracował z tą samą wytwórnią. Zostali partnerami studio i założyli Bassraiders razem w tym samym roku. Ich pierwszy singiel Raveolution stał się hitem w Niemczech i niektórych krajach europejskich. Po sukcesie toru pojawiło się wiele próśb o rezerwację od organizatorów różnych festiwali, plenerów i parad techno. Singiel był dostępny do kupienia na portalu Cuepoint, gdzie wkrótce znalazł się w pierwszej 3 najlepiej sprzedających się wydawnictwach tygodnia. Często też grali w klubie Fantasy. Jak wspomina jeden z obecnych na koncertach: "byłem na prawie każdej imprezie Raveolution w Fantasy Music Hall w tamtych czasach, to była czysta błogość. To był hymn". Następnie pojawiły się single Prepare to Qualify (wydany w 2001) i Comin' Loud (wydany w 2003). W 2002 roku pod pseudonimem Trackraiders wydali cover piosenki zespołu East-17, It's Alright. Cover znalazł się na albumie remiksów It's Alright, a później na albumie Lifetimes.
Po tym zespół nie wydał żadnych wydawnictw do 2006 roku (wydano tylko remiksy). W 2006 roku duet przyjął nowy pseudonim Most Wanted Deejays i wydał singiel Bad Boyz, który w przeciwieństwie do innych utworów duetu został napisany w stylu reggae.

## Dyskografia

### Single
jako Bassraiders
- 2001: Prepare To Qualify
- 2001: Raveolution
- 2003: Comin' Loud

jako Trackraiders
- 2002: It's Alright
- 2002: Lifetimes (Original)

jako Most Wanted Deejays
- 2006: Bad Boyz

#### jako Palmas 'N Raven
- 2007: Black Edition Anthem

### Remiksy
- Frank Raven — Friends (Bassraiders Remix)
- SveN-R-G — Goin' crazy (Bassraiders Remix)
- DJ Ornator — Positive Energy (Bassraiders Remix)
- Lars Palmas — The Real Penetrator (Bassraiders HSV RMX)
- Beat Factory(inne języki) — Music (Bassraiders Remix)
- Akustkrausch — Diskoschlampe (Most Wanted Deejays Remix)